# マシュー・F・レオネッティ
マシュー・F・レオネッティ（Matthew F. Leonetti、1941年 - ）は、アメリカ合衆国の撮影監督。全米撮影監督協会会員。

## 人物
同じく撮影監督であるジョン・R・レオネッティは弟で、彼が初監督した『モータルコンバット2』（1997年）では自身が撮影を担当した。

## 主なフィルモグラフィー
- スーパーボウル/殺意のファイナルゲーム Superdome (1978)
- 惨事!ビル大火災 The Triangle Factory Fire Scandal (1979)
- ヤング・ゼネレーション Breaking Away (1979)
- 激走!コンボイウーマン・ウイラ Willa (1979)
- レイズ・ザ・タイタニック Raise the Titanic (1980)
- 目撃者 Eyewitness (1981)
- ポルターガイスト Poltergeist (1982)
- 初体験/リッジモント・ハイ Fast Times at Ridgemont High (1982)
- 殺しのベル Hotline (1982)
- バディ・システム The Buddy System (1984)
- ファスト・フォワード Fast Forward (1985)
- ソングライター Songwriter (1984)
- スペース・パイレーツ The Ice Pirates (1984)
- ときめきサイエンス Weird Science (1985)
- 白と黒のナイフ Jagged Edge (1985)
- コマンドー Commando (1985)
- ジャンピン・ジャック・フラッシュ Jumpin' Jack Flash (1986)
- ドラグネット 正義一直線 Dragnet (1987)
- ダブルボーダー Extreme Prejudice (1987)
- 知りすぎた子供たち Secret Witness (1988) - テレビ映画
- アクション・ジャクソン/大都会最前線 Action Jackson (1988)
- レッドブル Red Heat (1988)
- ジョニー・ハンサム Johnny Handsome (1989)
- ハード・トゥ・キル Hard to Kill (1990)
- 48時間PART2/帰って来たふたり Another 48 Hrs. (1990)
- 愛と死の間で Dead Again (1991)
- 奇跡を呼ぶ男 Leap of Faith (1992)
- ダーティ・シェイム A Low Down Dirty Shame (1994)
- エンジェルス Angels in the Outfield (1994)
- ストレンジ・デイズ/1999年12月31日 Strange Days (1995)
- F.L.E.D./フレッド Fled (1996)
- スタートレック ファーストコンタクト Star Trek: First Contact (1996)
- モータルコンバット2 Mortal Kombat: Annihilation (1997)
- スタートレック 叛乱 Star Trek: Insurrection (1998)
- スピーシーズ2 Species II (1998)
- スパイダー Along Came a Spider (2001)
- ラッシュアワー2 Rush Hour 2 (2001)
- ワイルド・スピードX2 2 Fast 2 Furious (2003)
- バタフライ・エフェクト The Butterfly Effect (2004)
- ドーン・オブ・ザ・デッド Dawn of the Dead (2004)
- サタンクロース Santa's Slay (2005)
- 2番目のキス Fever Pitch (2005)
- トラブル・カレッジ/大学をつくろう! Accepted (2006)
- ライラにお手あげ The Heartbreak Kid (2007)
- ベガスの恋に勝つルール What Happens in Vegas (2008)
- ホール・パス/帰ってきた夢の独身生活＜1週間限定＞ Hall Pass (2011)